# Scelorchilus
Scelorchilus là một chi chim trong họ Rhinocryptidae.